# Championnats du monde de slalom (canoë-kayak) 2010
Navigation
Championnats du monde de slalom 2009 Championnats du monde de slalom 2011
Les 33e Championnats du monde de slalom en canoë-kayak  se sont déroulés en 2010 du 8 au 12 septembre à Tacen en Slovénie sous l'égide de la Fédération internationale de canoë. C'est la troisième fois que Tacen accueille cette épreuve après les éditions de 1955 et 1991.
Une nouvelle catégorie apparaît officiellement dans ces championnats : la catégorie canoë monoplace femmes (C-1W) en individuel (en démonstration en 2009).

## Podiums

### Femmes

#### Canoë
| Épreuve | Or                  | Points | Argent              | Points | Bronze            | Points |
| C-1     | Jana Dukatova (SVK) | 125.71 | Leanne Guinea (AUS) | 131.90 | Jessica Fox (AUS) | 134.18 |

#### Kayak
| Épreuve        | Or                                                           | Points | Argent                                                        | Points | Bronze                                         | Points |
| K-1            | Corinna Kuhnle (AUT)                                         | 102.64 | Jana Dukatova (SVK)                                           | 107.73 | Violetta Oblinger Peters (AUT)                 | 110.06 |
| K-1 par équipe | Tchéquie Stepanka Hilgertova Irena Pavelková Marie Rihoskova | 126.23 | Allemagne Jennifer Bongardt Jasmin Schornberg Melanie Pfeifer | 131.42 | Slovénie Eva Terčelj Nina Mozetič Urša Kragelj | 136.11 |

### Hommes

#### Canoë
| Épreuve        | Or | Points | Argent                                                                                          | Points | Bronze                                                                                             | Points |
| C-1            | Tony Estanguet (FRA)                                                                                  | 95.70  | Michal Martikan (SVK)                                                                           | 98.61  | Jordi Domenjo (ESP)                                                                                | 99.41  |
| C-1 par équipe | Slovaquie Michal Martikan Alexander Slafkovsky Matej Benus                                            | 105.34 | Allemagne Sideris Tasiadis Jan Benzien Franz Anton                                              | 106.71 | Tchéquie Stanislav Jezek Jan Masek Michal Jane                                                     | 110.67 |
| C-2            | Slovaquie Pavol Hochschorner Peter Hochschorner                                                       | 105.35 | France Denis Gargaud Chanut Fabien Lefèvre                                                      | 109.00 | Royaume-Uni David Florence Richard Hounslow                                                        | 109.36 |
| C-2 par équipe | France Denis Gargaud Chanut & Fabien Lefèvre Gauthier Klauss & Mathieu Peche Pierre Picco & Hugo Biso | 124.90 | Tchéquie Jaroslav Volf & Ondrej Stepanek Tomas Koplik & Jakub Vrzan Lukas Prinda & Jan Havlicek | 125.70 | Allemagne Kai Mueller & Kevin Mueller Robert Behling & Thomas Becker David Schroeder & Frank Henze | 126.78 |

#### Kayak
| Épreuve        | Or                                                     | Points | Argent                                             | Points | Bronze                                                 | Points |
| K-1            | Daniele Molmenti (ITA)                                 | 91.00  | Vavrinec Hradilek (CZE)                            | 93.56  | Jure Meglic (SVN)                                      | 93.74  |
| K-1 par équipe | Allemagne Alexander Grimm Fabian Dörfler Hannes Aigner | 101.80 | France Pierre Bourliaud Boris Neveu Fabien Lefèvre | 102.92 | Italie Daniele Molmenti Diego Paolini Stefano Cipressi | 103.55 |

## Tableau des médailles
| Rang  | Nation      | Or | Argent | Bronze | Total |
| ----- | ----------- | -- | ------ | ------ | ----- |
| 1     | Slovaquie   | 3  | 2      | 0      | 5     |
| 2     | France      | 2  | 2      | 0      | 4     |
| 3     | Allemagne   | 1  | 2      | 1      | 4     |
| -     | Tchéquie    | 1  | 2      | 1      | 4     |
| 5     | Autriche    | 1  | 0      | 1      | 2     |
| -     | Italie      | 1  | 0      | 1      | 2     |
| 7     | Australie   | 0  | 1      | 1      | 2     |
| 8     | Slovénie    | 0  | 0      | 2      | 2     |
| 9     | Espagne     | 0  | 0      | 1      | 1     |
| -     | Royaume-Uni | 0  | 0      | 1      | 1     |
| Total | Total       | 9  | 9      | 9      | 27    |